# Gunnar Gren
Johan Gunnar Gren (phát âm [ˈɡɵnar ɡreːn]; sinh ngày 31 tháng 10 năm 1920 - mất ngày 10 tháng 11 năm 1991) là một cầu thủ và huấn luyện viên bóng đá người Thụy Điển. Ông được biết đến nhiều nhất khi chơi cho IFK Göteborg và A.C. Milan. Ông là một tiền đạo, nổi tiếng với khả năng kỹ thuật, quan sát, thông tin chiến thuật, và khả năng chuyền bóng như một tiền vệ tổ chức tấn công, ông là một phần của "Gre-No-Li", bộ ba tiền đạo nổi tiếng ở Milan và đội tuyển bóng đá quốc gia Thụy Điển. Gren đã giành được nhiều danh hiệu trong sự nghiệp của mình, trong đó có một huy chương vàng Olympic 1948, Guldbollen (Giải thưởng Quả bóng vàng Thụy Điển) vào năm 1946, và là một phần của Đội tuyển quốc gia Thụy Điển giành Á quân World Cup 1958. Gren được xem là một trong những tượng đài bóng đá vĩ đại nhất tại Thụy Điển. Một bức tượng đã được xây dựng để vinh danh của ông bên ngoài sân vận động Gamla Ullevi.

## Những năm đầu
Gren sinh ngày 31 tháng 10 năm 1920 trong gia đình làm mộc tại Majorna, Gothenburg có cha là Johan Olsson và mẹ là Gerda Maria Olsson. Từ khi còn nhỏ, Gren nổi bật trong bóng đá. Vào ngày 7 tháng 10 năm 1934, Chủ tịch Hiệp hội bóng đá Gothenburg Carl "Ceve" Linde tổ chức một cuộc thi đấu. Ông đã giành được giải thưởng đầu tiên của mình. Năm 13 tuổi, Gren chơi cho Bollklubben Strix. Trong thời niên thiếu, ông đã từng chơi cho Lindholmens BK và GAIK trước khi chơi cho Gårda BK.

## Sự nghiệp và câu lạc bộ

### Gårda BK
Năm 1937, ông bắt đầu chơi cho Gårda BK và bắt đầu thi đấu tại giải Allsvenskan vào ngày 1 tháng 5 năm 1938 trong trận đấu gặp Malmö FF, một trận đấu có kết quả hòa không bàn thắng. Trong thời gian của mình ở đó, Gren đã có tổng cộng 54 trận đấu, ghi được 16 bàn thắng.

### IFK Göteborg
Năm 1941, ông được IFK Göteborg đưa về. Trong thời gian của mình ở đây, Gren giành được một chức vô địch quốc gia trong mùa giải 1941/42 và là vua phá lưới vào năm 1947. Ông đã giành luôn danh hiệu Guldbollen (Cầu thủ xuất sắc nhất Thụy Điển) vào năm 1946, và là cầu thủ đầu tiên giành danh hiệu này. Trận đấu đầu tiên của ông cho IFK là vào tháng 8 năm 1941, trong chiến thắng trước Gårda BK với tỉ số 6-1, trong đó Gren có bàn thắng mở tỉ số trận đấu. Trận đấu cuối cùng ông thi đấu trong màu áo của IFK Göteborg vào ngày 6 tháng 6 năm 1949 trong trận đấu với IFK Norrköping tại sân vận động Gamla Ullevi, và Göteborg đã thua 0-1. Tổng cộng, Gren đã thi đấu 164 trận cho IFK Göteborg và ghi được 78 bàn.

### AC Milan
Cái tên của ông đã vượt ra khỏi Thụy Điển khi mà A.C. Milan đã đưa ông về. Ngày 11 tháng 9 năm 1949, ông ra mắt A.C. Milan trong trận đấu với Sampdoria, và Milan đã giành chiến thắng 3-1. Trong thời gian của mình tại Milan, ông là "Gre", một phần của bộ ba "Gre-No-Li" nổi tiếng cùng với các đồng đội Thụy Điển khác là Gunnar Nordahl ("No") và Nils Liedholm ("Li"). Ông cũng có biệt danh là "Il Professore" là "Giáo sư" trong tiếng Ý. Tại A.C. Milan, ông đã cùng câu lạc bộ giành chức vô địch mùa giải 1950/51. Tổng cộng ông đã thi đấu 133 trận ở Serie A và ghi được 38 bàn. Gren cũng là huấn luyện viên của A.C. Milan năm 1952 trước khi chuyển đến ACF Fiorentina.

### Các đội bóng khác
Năm 1953, Gren chuyển tới Fiorentina, nơi ông đã có 55 trận và ghi được 5 bàn. Sau đó vào năm 1955, Gren chuyển tới Genoa C.F.C., nơi ông đã có 29 trận và ghi được 2 bàn thắng. Mệt mỏi sau quãng thời gian thi đấu tại Ý, Gren quyết định quay lại Thụy Điển. Năm 1956, Gren trở lại Gothenburg để gia nhập Örgryte IS trên cương vị vừa là cầu thủ vừa là huấn luyện viên. Gren rời đội bóng năm 1959 và tiếp tục chuyển qua chơi cho GAIS năm 1963.

## Sự nghiệp quốc tế
Gren có trận đấu ra mắt trong màu áo của đội tuyển bóng đá quốc gia Thụy Điển vào ngày 29 tháng 8 năm 1940 trong chiến thắng 3-2 trước Phần Lan. Trong thập niên 40, ông đã thi đấu 40 trận cho đội tuyển quốc gia và trận đấu cuối cùng năm 1949 là trận đấu mà Thụy Điển giành chiến thắng 3-1 trước Ireland ở Vòng loại World Cup 1950 và 2-2 trong trận giao hữu với Hungary. Trong thời kỳ này, Gren là một phần của đội tuyển giành huy chương vàng trong Thế vận hội Mùa hè 1948 ở Luân Đôn, ghi hai bàn thắng trong trận chung kết với Nam Tư tại Wembley.
Là một người đã không còn thi đấu tại giải đấu hàng đầu Thụy Điển, Gren không được gọi vào đội tuyển quốc gia. Tuy nhiên, khi World Cup năm 1958 được tổ chức ngay trên sân nhà, đội tuyển Thụy Điển có vẻ như quá yếu trong giải đấu này, Hiệp hội Bóng đá Thụy Điển đã thay đổi quy định, và Gren, một người đã kết thúc sự nghiệp thi đấu chuyên nghiệp và hiện giờ chỉ còn thi đấu tại Giải Hạng Hai Bóng đá Thụy Điển lại đủ điều kiện. Gren đã trở thành cầu thủ lớn tuổi nhất tại World Cup khi đã 37 tuổi và đã đóng vai trò quan trọng trong việc đội tuyển bóng đá quốc gia Thụy Điển giành Á quân. Ông đã chơi 5 trận tại World Cup 1958 và ghi 1 bàn thắng, đó là bàn thắng trong trận thắng 2-1 trước Tây Đức ở bán kết. Ông đã được đề cử vào đội hình tiêu biểu tại World Cup 1958.
Trận đấu quốc tế cuối cùng Gren thi đấu là vào ngày 26 tháng 10 năm 1958 trong trận đấu hòa 4-4 với đội tuyển Đan Mạch. Vào thời điểm đó, ông đã 37 năm 360 ngày tuổi. Trong toàn bộ sự nghiệp, ông đã có 57 lần ra sân trong màu áo đội tuyển quốc gia, ghi 32 bàn.

## Huấn luyện viên
Trong khi thi đấu ở A.C. Milan, Gren cũng từng là huấn luyện viên của đội bóng vào năm 1952. Ngoài ra, Gren cũng từng là huấn luyện viên của Örgryte IS và GAIS trên cương vị vừa là cầu thủ vừa là huấn luyện viên. Sau khi giải nghệ trên cương vị cầu thủ, Gren đã từng là huấn luyện viên của nhiều đội bóng. Gren là đồng huấn luyện viên của Juventus trong một thời gian ngắn vào năm 1961 cùng với Július Korostelev, sau đó là huấn luyện viên của GAIS, IFK Värnamo, Redbergslids IK, Skogens IF, IK Oddevold và Fässbergs IF.

## Nghỉ hưu
Ông nghỉ hưu vào những năm 1970. Mười ngày sau sinh nhật 71 tuổi, ông qua đời và được chôn cất tại nghĩa trang Västra Kyrkogården, Gothenburg, Västra Götaland, Thụy Điển.

## Thống kê
| Câu lạc bộ        | Mùa               | Giải     | Giải      |
| Câu lạc bộ        | Mùa               | Trận đấu | Bàn thắng |
| ----------------- | ----------------- | -------- | --------- |
| Gårda             | 1936–37           | 1        | 0         |
| Gårda             | 1937–38           | 22       | 4         |
| Gårda             | 1938–39           | 22       | 8         |
| Gårda             | 1939–40           | 9        | 4         |
| Göteborg          | 1940–41           | 26       | 10        |
| Göteborg          | 1941–42           | 22       | 9         |
| Göteborg          | 1942–43           | 21       | 11        |
| Göteborg          | 1943–44           | 16       | 8         |
| Göteborg          | 1944–45           | 19       | 14        |
| Göteborg          | 1945–46           | 20       | 18        |
| Göteborg          | 1946–47           | 22       | 8         |
| Göteborg          | 1947–48           | 21       | 1         |
| Milan             | 1949–50           | 37       | 18        |
| Milan             | 1950–51           | 36       | 9         |
| Milan             | 1951–52           | 31       | 7         |
| Milan             | 1952–53           | 29       | 4         |
| Fiorentina        | 1953–54           | 33       | 2         |
| Fiorentina        | 1954–55           | 23       | 2         |
| Genoa             | 1955–56           | 32       | 23        |
| Örgryte           | 1956–57           | ?        | ?         |
| Örgryte           | 1957–58           | ?        | ?         |
| Örgryte           | 1959              | ?        | ?         |
| GAIS              | 1963              | 20       | 2         |
| GAIS              | 1964              | 2        | 0         |
| Oddevold          | 1976              | 1        | 0         |
| Tổng số cho Milan | Tổng số cho Milan | 133      | 38        |
| Tổng số sự nghiệp | Tổng số sự nghiệp | ?        | ?         |

*Thống kê không bao gồm 4 lần thi đấu tại Latin Cup cho Milan

## Danh hiệu

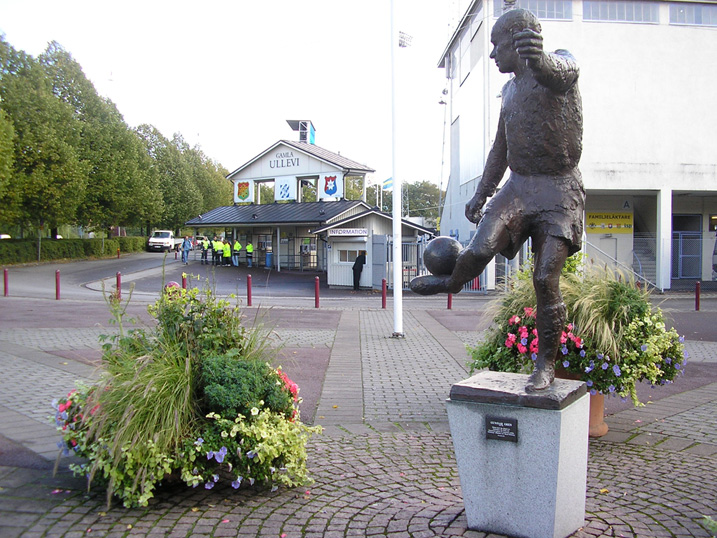
Tượng của Gunnar Gren bên ngoài sân vận động Gamla Ullevi (đã bị phá hủy và xây dựng lại).

### Câu lạc bộ
IFK Göteborg
- Allsvenskan: 1941

A.C. Milan
- Serie A: 1950–51; Á quân 1949–50, 1951–52
- Latin Cup: 1950–51

### Quốc tế
Sweden
- FIFA World Cup: Á quân 1958
- Thế vận hội Mùa hè 1948: Huy chương vàng[1]

### Cá nhân
- Guldbollen: 1946
- Vua phá lưới Allsvenskan: 1947
- Juggling Award của Hiệp hội Bóng đá Goteborg: 1934
- Đội hình toàn sao tại FIFA World Cup: 1958
- Phòng danh dự A.C. Milan[2]